# الحوابنة (مااوية)

تعديل مصدري - تعديل

الحوابنه  هي إحدى قرى مديرية ماوية بمحافظة تعز اليمنية، بلغ تعداد سكانها 890 نسمة حسب التعداد السكاني في اليمن في 2004.